# 태국 왕립군
태국 왕립군(Royal Thai Armed Forces, RTARF, 태국어: اتابرات, RTGS: Kong Thap Thai)은 태국 왕국의 군대이다.
태국 왕립군 최고사령관(จอมทัพไทย, RTGS: Chom Thap Thai)은 태국의 왕이다. 군대는 태국 국방부에 의해 관리되며, 국방부 장관이 수장이고, 태국 왕립군 사령부가 지휘하며, 태국 국방부 사령부가 이를 이끈다. 태국군 총사령관은 태국군에서 가장 강력한 직위로 꼽힌다.
태국 국군의 날은 1593년 나레수안 대왕이 버마 총독과의 전투에서 승리한 것을 기념하기 위해 1월 18일에 기념된다.

## 같이 보기
- 태국 왕립 공군
- 태국 왕립 경찰